# Mouçós
Mouçós ist ein Ort und eine ehemalige Gemeinde (Freguesia) im portugiesischen Kreis Vila Real. Die Gemeinde hatte 3243 Einwohner (Stand 30. Juni 2011).
Am 29. September 2013 wurden die Gemeinden Mouçós und Lamares zur neuen Gemeinde União das Freguesias de Mouçós e Lamares zusammengeschlossen.